# Pompeje
Pompeje (italsky Pompei, latinsky Pompeii) byly starověké město v oblasti metropolitního města Neapole. Staly se jedním ze starořímských měst v Neapolském zálivu v císařské provincii Italia (dnes region Kampánie), která byla roku 79 našeho letopočtu zničena erupcí sopky Vesuv. V roce 1997 byly Pompeje zapsány na Seznam světového dědictví UNESCO. Nedaleko trosek starověkých Pompejí se nachází současné město Pompei.
Spolu s Pompejemi byla rovněž zničena města Herculaneum, Stabie, Oplontis a Boscoreale. Jejich znovuobjevení způsobilo Evropě kulturní šok. Všudypřítomnost erotického umění doslova převrátila dosavadní pohled na antickou kulturu. Silná vrstva vulkanického popela, pemzy a pyroklastického sedimentu, která města zasypala, dokonale zakonzervovala budovy a předměty a umožnila tak archeologům poznat vzhled starořímského města střední velikosti a život jeho obyvatel. Právě všudypřítomná erotika vedla tehdejší historiky k naivním pokusům prohlásit obě města, či alespoň domy, ve kterých se erotika nacházela (což byly téměř všechny), za nevěstince. V této souvislosti se také objevily zkazky o „Božím trestu“ seslaném na Pompeje. Podle soudobého poznání se však Pompeje nijak neodlišovaly od jiných antických měst.

## Historie

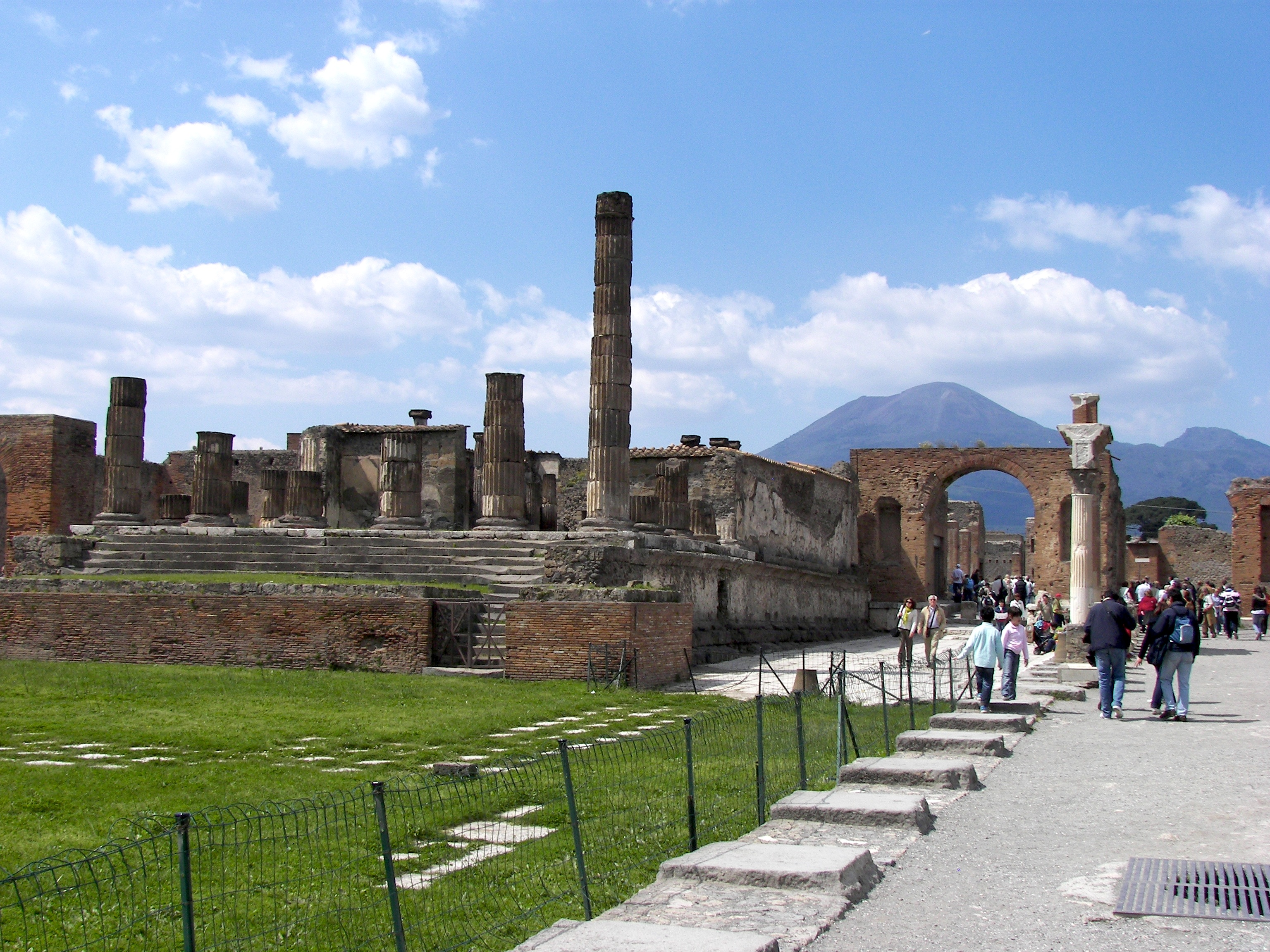
Fórum

### Založení a raná historie
Město bylo založeno v 6. století př. n. l. kmenem Osků na hřbetu staré vulkanické lávy v ústí řeky Sarno, které již v té době bylo užíváno jako přístav řeckými a fénickými mořeplavci. Zpočátku bylo město pod vlivem řeckým, řečtí obchodníci využívali jeho strategické polohy na cestě mezi řeckými osadami v Paestu a Cumae. Řecká kultura a obchod postupně asimilovaly a nahradily původní oská společenství. Jméno města bylo odvozeno od oského slova pope – pět, což pravděpodobně dokládá, že se v Pompejích nacházelo pět odlišných etnických skupin. Mezi lety 525–474 př. n. l. bylo město pod etruským vlivem. V roce 474, kdy bylo etruské vojsko poraženo v bitvě u Syrakus, doba koexistence Řeků a Etrusků v oblasti Pompejí skončila, okolo města v té době vznikla silná hradba z lávových bloků obložených zvnějšku kvádry sarnského vápence. V 5. století př. n. l. bylo celé území dnešní Kampánie dobyto Samnity, z té doby pocházejí samnitská pohřebiště nalezená u Herkulánské a Stabijské brány.

### Římané
Od roku 310 př. n. l. bylo město pod římským vlivem. Na rozdíl od většiny kampánských měst Pompeje totiž respektovaly smlouvu s Římem, čímž se postavily na odpor épeirskému králi Pyrrhovi a v roce 216 i Hannibalovi. Pompeje se zapojily do vzpoury měst Kampánie proti Římu v roce 89 př. n. l., ale Sullovo vojsko vzpouru potlačilo (stopy po ostřelování hradeb jsou dodnes patrné). Město bylo zbaveno práv a stala se z něj kolonie Colonia Cornelia Veneria Pompeianorum. Událost byla oslavena stavbou Venušina chrámu na jihovýchodu města, který střežil cestu vedoucí do města od ústí řeky Sarno. Z té doby pochází tzv. druhý styl nástěnného malířství, fakt, že například Faunův dům si podržel dekorace prvního stylu ukazuje, že Samnité si své vlastnictví i po vítězství římanů udrželi. Město nadále zůstalo důležitým obchodním místem pro zboží dopravené po moři a dále posílané do Říma nebo na jih po nedaleké Via Appia a díky tomu je 1. století našeho letopočtu obdobím největšího rozvoje města.
Vkus Říma ukázaly radikální změny v uspořádání veřejných budov. Staré Trojúhelníkové fórum se stalo součástí divadelního komplexu. Bylo postaveno malé, kryté divadlo (ódeion), kde se hrály hry v latině, ve velkém otevřeném divadle se nadále hrálo v jazyce Osků. Vznikly nové lázně (Lázne u Fóra), starší Stabijské lázně byly přestavěny. Chrám na severní straně fóra byl přestavěn tak, aby vyhovoval kultu kapitolské trojice Jupiter – Juno – Minerva. Capitolinum bylo v římských městech pokládáno za transpozici hlavních státních božstev uctívaných v chrámu na římském Kapitolu. Největší stavbou římské doby byla však stavba amfiteatru, datovaná do roku 70 př. n. l. Staré tržiště se stalo Fórem, bylo vydlážděné bílým vápencem a uzavřené pro vozovou dopravu. Do Pompejí byl zaveden nový vodovod a v nejvyšší část města u Vesuvské brány byla postavena vodárenská věž, z níž vedly olověné trubky k 41 veřejným kašnám ve městě.

### Velké zemětřesení roku 62 n. l.
Dne 5. února 62 zničilo prudké zemětřesení přibližně 60 % města. Město bylo v krátkém čase znovu vystavěno, pravděpodobně ještě zdobněji a bohatěji než předtím, některé veřejné i soukromé stavby však byly opraveny jen zčásti, případně nebyly opraveny vůbec. Při zemětřesení bylo například těžce poškozeno fórum, na němž se ovšem Capitolinum a Basilica do zničení města v roce 79 n. l. nedočkaly opravy, Capitolinum dokonce sloužilo jako kamenická dílna. Zemětřesení způsobilo sociální nepokoje (město zůstalo předtím nedotčené mocenskými boji, které předcházely Augustově vládě), Vespasian byl nucen poslat do města jednoho ze svých úředníků, Suedia Clementa, aby obnovil pořádek.

### Zničení města erupcí Vesuvu v roce 79

Římská města zasažená erupcí Vesuvu v roce 79. Černé stínování představuje oblast spadu sopečného popela a strusky.

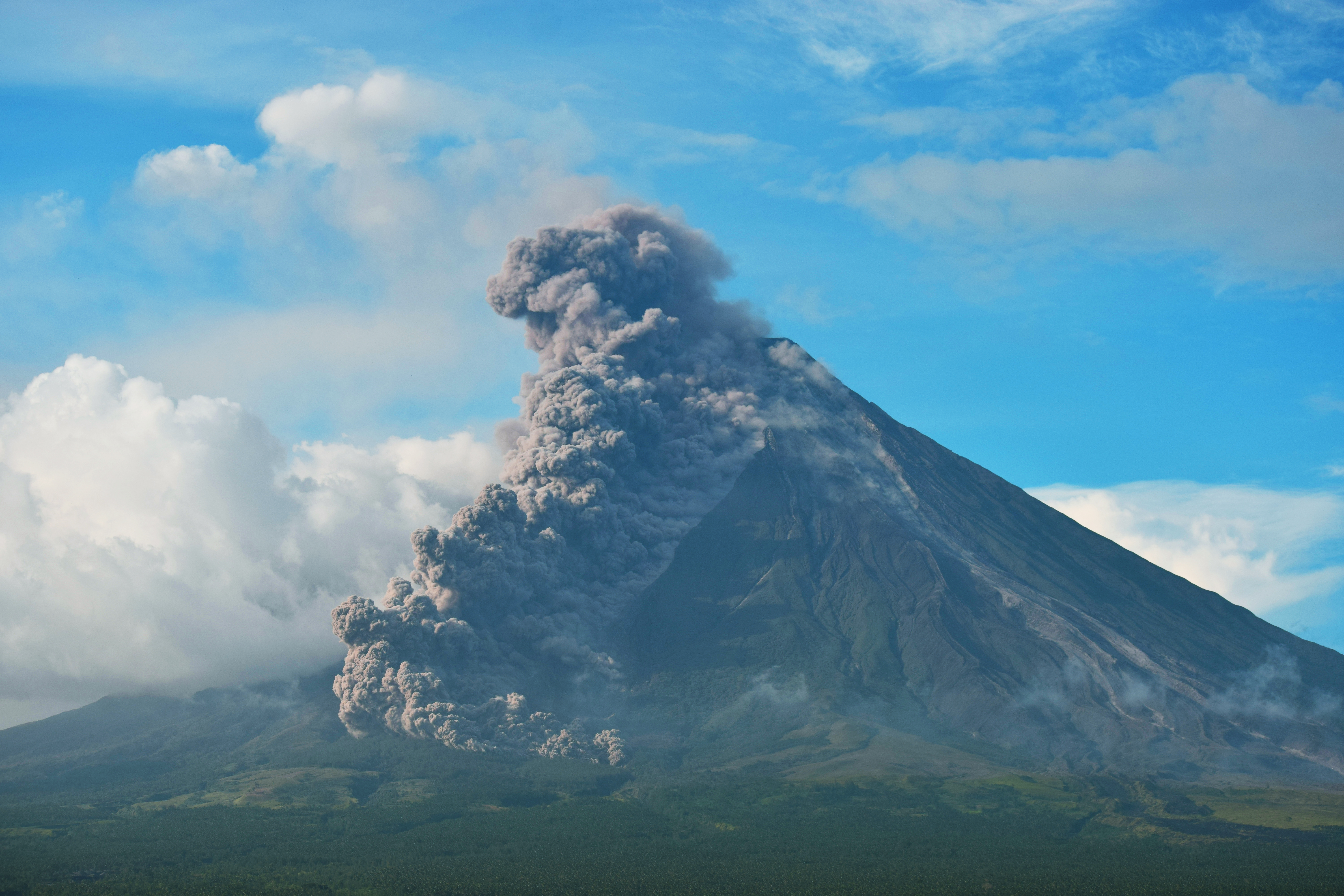
Pyroklastické
proudy a přívaly stály za většinu obětí pompejské erupce. Na fotce z roku 2018 je zachycen pyroklastický proud ze sopky Mayon, jehož délka dosáhla čtyř kilometrů.

Obyvatelé Pompejí žili v přesvědčení, že Vesuv je již vyhaslý a znepokojivým signálům nevěnovali pozornost, pravděpodobně je ani nedávali do souvislosti s přilehlou horou. V oblasti nejsou drobná zemětřesení ničím neobvyklým a obyvatelé jsou na ně zvyklí, tudíž je nijak neznepokojovaly, a to ani výrony plynů z Vesuvu či silné zemětřesení z roku 62 n. l. Pár týdnů před katastrofou vyschly všechny studny ve městě. 
Dne 24. října (dle dřívějších údajů 24. srpna), asi okolo jedné hodiny odpoledne, započala silná erupce pliniovského typu a vznikl mohutný sloupec popela, vynášený do výšky více než 30 km. V této výšce se výstup vyvrženého materiálu zastavil a začal se šířit horizontálně. Kvůli větrům, které ten den vanuly ze severozápadu, byl hustý sopečný oblak unášen přes Pompeje a dále na jihovýchod. Oblast pod ním se uprostřed dne ponořila do úplné tmy, neboť skrz oblak nemohl proniknout žádný sluneční svit. Římské město tak začal zasypávat sopečný spad rychlostí asi patnáct centimetrů za hodinu. Největší kusy bílé pemzy dosahovaly velikosti tři centimetry. Sousední Herculaneum nebylo vzhledem ke své poloze spadem postihnuto, díky čemuž bylo během prvních jedenácti hodin ušetřeno jakýmkoliv vážným účinkům erupce.
Od páté hodiny odpolední se v Pompejích zřítily první střechy. V noci dosahovala tloušťka tefry 2,8 metru. Kolem půlnoci nastala druhá etapa erupce, o čemž svědčí vyvrhování šedé pemzy místo bílé. Do té doby stabilní erupční sloupec se pod svou vlastní vahou celkem 6× zhroutil a rozlil se po svazích do okolí v podobě extrémně nebezpečných pyroklastických proudů a pyroklastických přívalů. Tato lavině podobná, žhavá (100–1000 °C) směs hornin, popela a plynů, pohybující se rychlostí několika set km/h, spálí a zničí vše, co pohltí. Příčinou nestability erupčního sloupce byla jeho příliš vysoká hmotnost a nedostatečné konvekční proudění, které již nebylo schopné vynášet obrovské množství vulkanického materiálu a plynů vysoko do atmosféry.
Během erupce Vesuvu vzniklo celkem sedm pyroklastických přívalů (S-1 až S-7) a šest pyroklastických proudů (F-1 až F-6), o čemž svědčí Pliniovy spisy a současný stratigrafický průzkum jednotlivých vrstev. Každý příval byl brzy následován proudem, ovšem kromě posledního S-7. První dvě dvojice těchto nebezpečných jevů (S-1, F-1, S-2 a F-2), k nimž došlo zhruba v 00:00 a 01:00, zdevastovaly jen Herculaneum a ke vzdálenějším Pompejím se nedostaly. Poté nastalo dočasné zklidnění sopky a spad tefry polevil. Obyvatelé Pompejí, kterým se podařilo ze včerejšího dne z města utéct, se do něj začali vracet. Rychle se však bouřlivá aktivita Vesuvu opět obnovila a v 05:30 dala do pohybu S–3 a F–3, ovšem svou energii ztratily těsně před hradbami Pompejí. Teprve po hodině bylo antické město poprvé zasaženo. Žhavá mračna (S–4 a F–4), která město pohltila a zastavila se půl kilometru za hradbami, se pro velkou část Pompejanů stala osudnými. Nicméně všechny jeho obyvatele nezabily, jelikož při vykopávkách byla nalezena těla nad tímto konkrétním vkladem pyroklastických depozitů. V té době byla na pobřeží Neapolského zálivu pozorovaná malá vlna tsunami, včetně předcházejícího ústupu moře. Vyvolal ji průnik pyroklastických proudů do vod Neapolského zálivu. Situace se v okolí Vesuvu zhoršila okolo sedmé hodiny ranní, kdy vznikl největší pyroklastický příval S-6. Ten zničil veškeré osídlení v okruhu deseti až patnácti kilometrů a málem se dostal k městu Stabie. Při vstupu na moře se šestý příval bez obtíží začal šířit přes Neapolský záliv až se zastavil na druhé straně těsně u ostrohu Misenu. Téhož dne se vulkán postupně uklidnil a ruiny Pompejí a Herculanea zůstaly na nadcházejících 16. staletí pohřbeny pod sopečnými produkty.

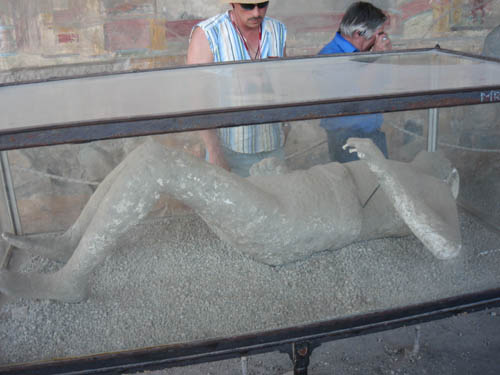
Pózy pompejských obětí, usmrcených pyroklastickými proudy a přívaly, byly způsobeny křečovým stažením svalů v důsledku vysokých teplot.

Při erupci Vesuvu si nejvíc obětí vyžádaly pyroklastické přívaly a pyroklastické proudy. V okolí kráteru se jejich teplota pohybovala okolo 850 °C, ve větší vzdálenosti byla samozřejmě nižší (ještě deset kilometrů od zdroje to bylo asi 250 °C). Podle odhadů mohlo dohromady zemřít 3,5 tisíc osob (jiné prameny hovoří dokonce až o šestnácti tisících obětech, ačkoliv doposud[kdy?] bylo objeveno jen 1 500 těl. Přesný počet mrtvých není znám. V Pompejích a Herculaneu mohlo žít dohromady až třicet tisíc lidí. Dalšími zničenými městy byly Stabie a Oplontis. Herculaneum zasáhla většina pyroklastických proudů a přívalů a skončilo tak pod 23 metry mocnou vrstvbou pyroklastických depozitů. Jeho obyvatelé zemřeli v prvních vteřinách během prvního zásahu na následky tepelného šoku, kdy teplota dosahovala 240–370 °C (jiný zdroj uvádí 500–600 °C). Podobný osud mělo také město Oplontis. Intenzivní žár oběti silně spálil, což ve vzdálenějších Pompejí patrné není. Tam teplota žhavých mračen činila 140–300 °C, přičemž v lépe chráněných interiérech budov se zvýšila asi jen na 100 °C. Část úmrtí (38 %) v Pompejích způsobovaly také hroutící se střechy, neboť je přetěžovala vrstva tefry (pro střešní konstrukce je limitní již několik desítek centimetrů). Ke konci zde dosahovala tloušťky zhruba šesti metrů. V průběhu první jedenácti hodinové fáze, když byl erupční sloupec stabilní a jihovýchodní úpatí pouze zasypávala sopečná struska, mohli Pompejané z města bez výraznějších obtíží uniknout. Tato domněnka vyplývá z okolnosti, že na místě bylo nalezeno jen asi 1 150 těl a poměrně málo cenností; většina uprchlíků je pravděpodobně odnesla s sebou. Naopak u mnoha ostatků nešťastných opozdilců se vyskytly klenoty, mince a stříbrné předměty. Po katastrofě z roku 79 nebyly Pompeje, ale ani Herculaneum nikdy přestavěny, ačkoliv proběhly záchranné práce a taktéž rabování. Pozdější explozivní erupce (v letech 472, 512 a 1631) zasypaly okolí Vesuvu dalšími vrstvami pyroklastik.

### Nejasnosti kolem přesného data katastrofy
Roku 1508 vyšel tiskem První dopis Plinia Mladšího Tacitovi. Plinius mladší, v době erupce Vesuvu roku 79 n. l. sedmnáctiletý, byl jejím očitým svědkem, a v tomto (a zejména v Druhém dopisu) podrobně popsal její průběh. Dopis vznikl 25 let po události a vyplývalo z něj, že k erupci mělo dojít 24. srpna, toto datum bylo po následujících téměř pět set let po uvedeném tisku bráno jako jisté. Původní dopis je znám pouze z opisů opakovaných napříč staletími, v jejichž průběhu vznikly nepřesnosti a existuje tudíž několik částečně odlišných verzí, které nevylučovaly ani pozdější datum (až 23. listopadu), což se v současnosti ukazuje jako velmi pravděpodobné.
O pozdějším datu erupce svědčí přímé i nepřímé důkazy. V roce 2018 byl objeven nápis psaný dřevěným uhlem, který obsahuje datum 17. října, a musel tedy vzniknout před erupcí. Mezi mincemi nalezenými v Domě zlatého náramku (Casa del Bracciale d'oro, House of the Golden Bracelet) byla i jedna, která nemohla být ražena dříve nežli v září 79.
Pochybnosti o srpnu jakožto měsíci erupce ovšem vznikly již těsně před koncem 18. století, neboť pozůstatky čerstvého ovoce a zeleniny v obchodech odpovídaly říjnovému sortimentu a naopak letní ovoce typické pro srpen se prodávalo již v sušené nebo konzervované formě. V městě Oplontis byly nalezeny plody kaštanů, které nedozrávají dříve než v polovině září. Rovněž byly objeveny amfory původně s vínem, již zapečetěné a připravené k distribuci, což nelze očekávat dříve než před koncem října.
Další podporu pro podzimní erupci lze najít ve skutečnosti, že někteří lidé pohřbení v popelu na sobě měli teplejší oděv než lehké letní oblečení typické pro srpen, například v listopadu roku 2020 byly zjištěny oděvy z poměrně silné vlněné látky.
Katastrofa nastala s velkou pravděpodobností 24. října roku 79.

### Záchranné práce
Císař Titus jmenoval dva bývalé konzuly, kteří měli zorganizovat pomoc, přičemž věnoval velké množství peněz z císařské pokladnice na pomoc obětem. Pompeje navštívil krátce po erupci a znovu následující rok, ale na obnově Pompejí ani jiných míst v Kampánii se již nikdy nezačalo pracovat. Ihned po katastrofě byly do zasypaných Pompejí vyslány záchranné vojenské jednotky. Ty se pravděpodobně orientovaly podle zbytků zdí a střech, které místy dosud vyčnívaly. Záchranáři po sobě zanechali nápisy na zdech, které při hloubení odkryli „Tady jsme pronikli dovnitř“ či „Tady jich bylo padesát, stále leží, kde byli“ Když se ukázalo, že ve městě nikdo nepřežil, pozornost se zřejmě obrátila k cenným materiálům a sochám na Fóru (zmizely dlažby, sochy a mramorová obložení). Odnášeli je pravděpodobně jak jejich majitelé, tak i zloději; využívali ve značné míře tunelů. Archeologové v Pompejích také našli jen malé množství peněz a domácích potřeb.

### Ztraceno na šestnáct století

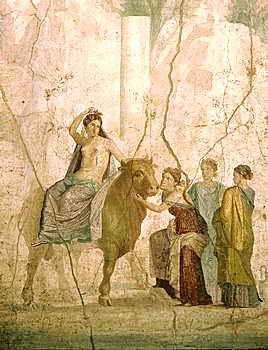
Freska: Európa a býk

Silná vrstva sopečného popela a pyroklastických depozitů pokryla dvě města na úpatí sopky a jejich poloha a jména byla zapomenuta. Herculaneum bylo objeveno v roce 1738, Pompeje v roce 1748. Od té doby byly provedeny rozsáhlé archeologické práce a odkryto mnoho zachovalých budov s nástěnnými malbami. Poloha měst byla objevena již v roce 1599, když architekt jménem Fontana navrhoval nový tvar toku řeky Sarno, ale trvalo téměř 150 let, než byl zahájen skutečný archeologický výzkum. V roce 1860 se do výzkumu zapojil Giuseppe Fiorelli.
Během prvních vykopávek byly občas nalezeny dutiny ve vrstvě popela, které obsahovaly lidské pozůstatky. Giuseppe Fiorelli přišel s nápadem vyplnit dutiny sádrou, což vedlo k získání věrných podob Pompejanů, kteří nestihli utéct, v jejich posledním okamžiku.

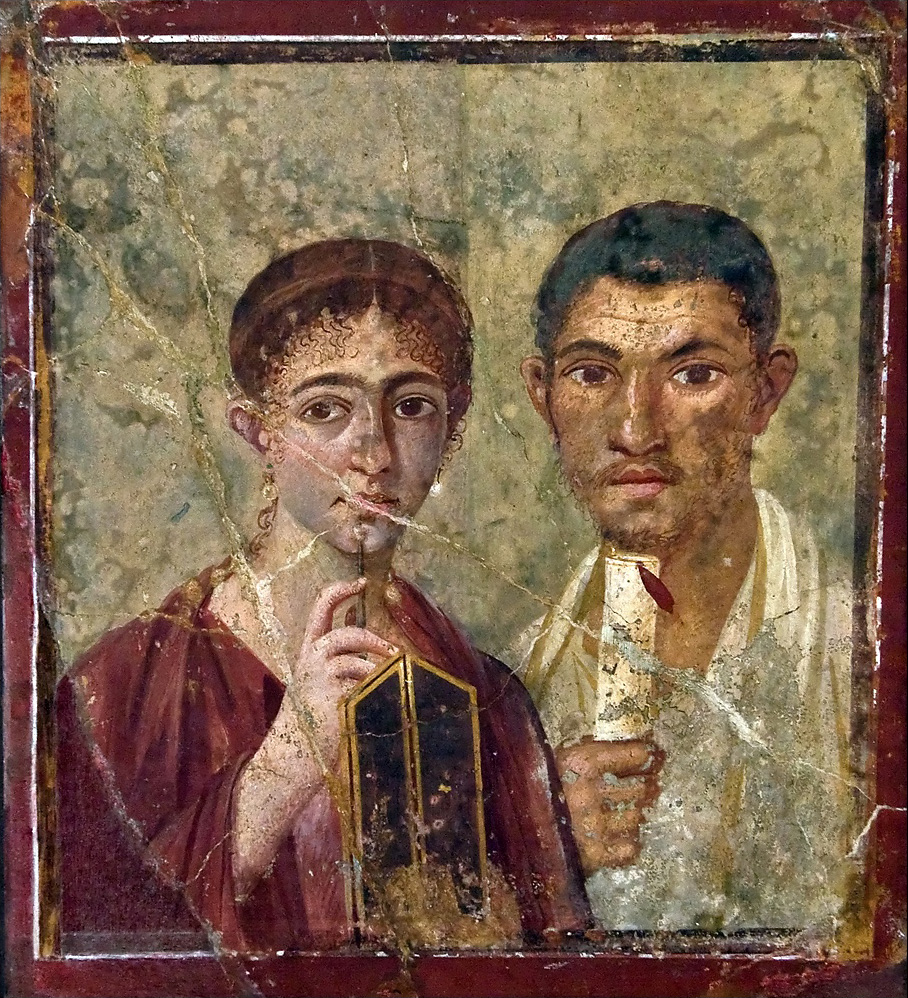
Terentius Neo s manželkou

Objevují se spekulace, že Fontana původně odkryl některé ze slavných erotických fresek, a poté je, s ohledem na cudnost běžnou v té době, znovu zakryl ve snaze o archeologickou cenzuru. Tento názor je podpořen záznamy pozdějších archeologů, kteří měli pocit, že místa, na kterých pracují, byla v minulosti navštívena a znovu zakryta.
Fórum, lázně, mnoho domů a vil bylo překvapivě dobře zachováno. V blízkosti města byl nalezen hotel. Pompeje jsou jediné starověké město, jehož topografie nebyla změněna a tudíž jej vidíme tak, jak bylo postaveno původně. Ulice byly rovné, tvořily pravoúhlou mřížku, byly dlážděny mnohostěnnými kameny a po obou stranách lemovány obchody.

## Zemětřesení, sesuvy a škody

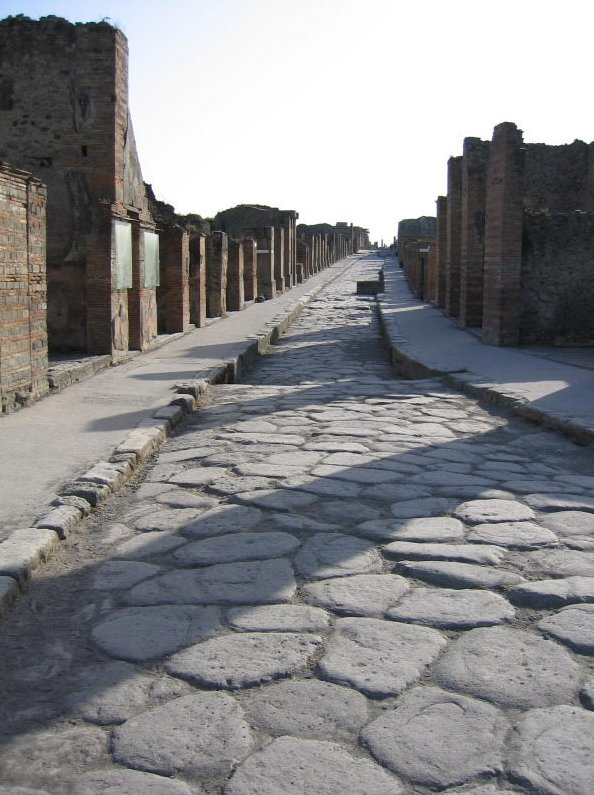
Ulice

Jedním z hlavních směrů současných výzkumů je průzkum staveb, které byly v době erupce právě rekonstruovány (pravděpodobně po zemětřesení v roce 63). Některé staré a poškozené malby mohly být zakryty novými a vědci se nyní snaží za pomoci moderních přístrojů objevit alespoň stín dlouho skrytých fresek. Důvodem, proč byly některé stavby opravovány ještě sedmnáct let po zemětřesení, byla zvyšující se frekvence malých otřesů, které nakonec vyústily v erupci.
Většina archeologických prací se zastavila v úrovni ulice v roce 79. Zemní práce ve staré části města a hloubkové vrty však zjevily vrstvy usazeného sedimentu, který naznačuje, že již před rokem 79 byla oblast zasažena přírodními katastrofami.
Na vrstvě lávového podloží pod městem byly nalezeny tři vrstvy sedimentu. V těchto vrstvách vědci nalezli kosti zvířat, úlomky keramiky a otisky květin. Pomocí radiokarbonové metody datování vědci určili stáří první vrstvy do 8. století př. n. l., přibližně do doby založení města. Další dvě vrstvy jsou odděleny obdělanou půdou a kamennými silnicemi a jejich vznik se datuje do 4. a 2. století př. n. l. Za vznikem těchto sedimentů se skrývají patrně rozsáhlé sesuvy půdy vlivem extrémních srážek.
Geologové se snažili pomocí magnetické charakteristiky kamenů z Pompejí určit teplotu pyroklastické vlny, která pohřbila město. Pokud roztavená láva tuhne, magnetické minerály v ni obsažené se orientují shodně s zemským magnetickým polem. Pokud je materiál zahřát nad určitou teplotu, známou jako Curieho teplota, magnetické pole může být změněno nebo úplně zrušeno.
Analýza přibližně dvou set vulkanických kamenů a nálezů (např. střešní tašky) ukázala, že u vrcholu sopky měl mrak teplotu kolem 850 °C a než dosáhl města, ochladl na 350 °C. Většina zkoumaných materiálů byla vystavena teplotě mezi 240 °C a 340 °C. Na některých místech byla teplota ještě nižší, kolem 180 °C.

## Jedinečný pohled

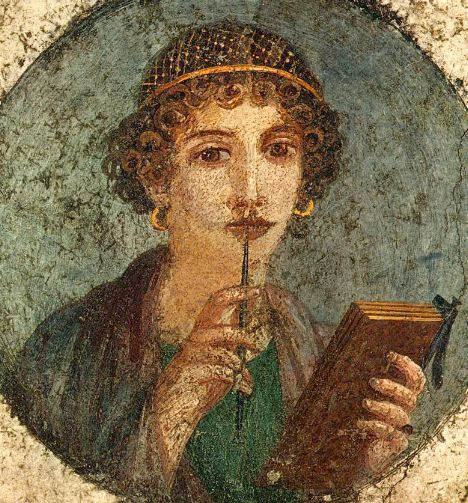
Freska ženy s voskovou destičkou a stylusem, přezdívaná Sapfó

Pozůstatky města nabízí pohled na život v 1. století. Tehdy byly Pompeje velmi živým místem a můžeme zde nalézt i ty nejmenší detaily o každodenním životě. Například na podlaze jednoho z domů (Siricova domu) nalezneme nápis Salve, lucru („Vítejte, peníze“, přesněji „Vítej, zisku“), patrně v humorném smyslu. V tomto domě sídlila obchodní společnost vlastněná Siricem a Nummianem (jedná se pravděpodobně o přezdívku, slovo nummus znamená mince či peníze). V jiných domech můžeme nalézt detaily o jiných profesích, například „čistírny“ (fullones). Na džbánech s vínem byly nápisy, které lze považovat za první reklamní slovní hříčky na světě, Vesuvinum. Graffiti na zdech nám ukazuje pouliční latinu.
V době erupce mělo město kolem dvaceti tisíc obyvatel a oblast sloužila jako rekreační oblast Římanů. Nalezneme zde mnoho staveb občanské vybavenosti: macellum (velký trh s potravinami), pistrinum (mlýn), thermopolia (bar, kde byly podávány teplé i studené nápoje), cauponae (malé restaurace) nebo amfiteátr. V roce 2002 výzkumy v ústí řeky Sarno ukázaly, že i přístav byl obydlen a lidé zde žili na systémech kanálů.

## Pompeje v kultuře
Pompeje sloužily jako námět pro historický román Poslední dny Pompejí (později zfilmováno), pro britský televizní seriál Up Pompeii a román Roberta Harrise Pompeje. Ve výtvarném umění je slavný obraz Poslední den Pompejí ruského malíře Karla Brjullova.
V říjnu 1971 vystoupila britská skupina Pink Floyd ve 2000 let starém amfiteátru v Pompejích pro publikum složené z kameramanů a filmového štábu. Videozáznam z tohoto koncertu byl vydán pod názvem Pink Floyd v Pompejích. V roce 2017 vyšlo album a film Live at Pompeii – záznam ze sólových koncertů Davida Gilmoura.
Název Poslední dny Pompejí nese také opera rockové skupiny Nova Mob. Britská skupina Bastille vydala song s názvem Pompeii, který se těšil velké oblibě po celém světě.

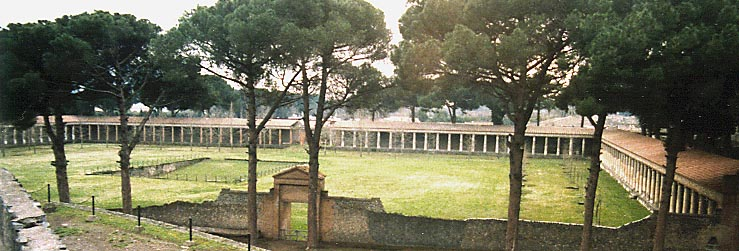
Palestra, pohled ze stadionu. Prohlubeň vlevo byla naplněna vodou pro výuku plavání a cvičné námořní bitvy. Vpravo (částečně za stromy) lze vidět řadu zuhelnatělých pařezů, pozůstatků staletých stromů spálených erupcí.

## Pamětihodnosti

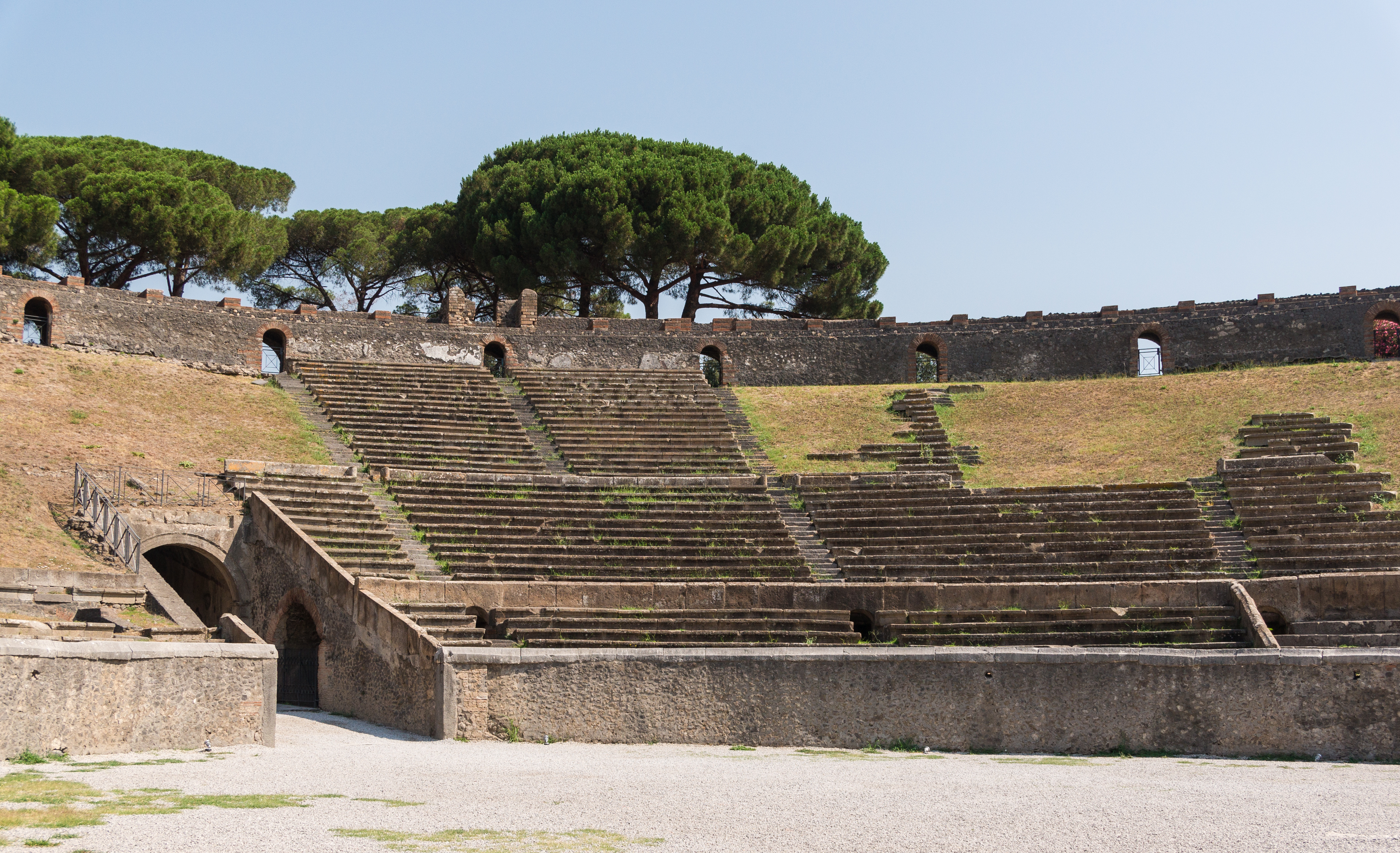
Amfiteátr

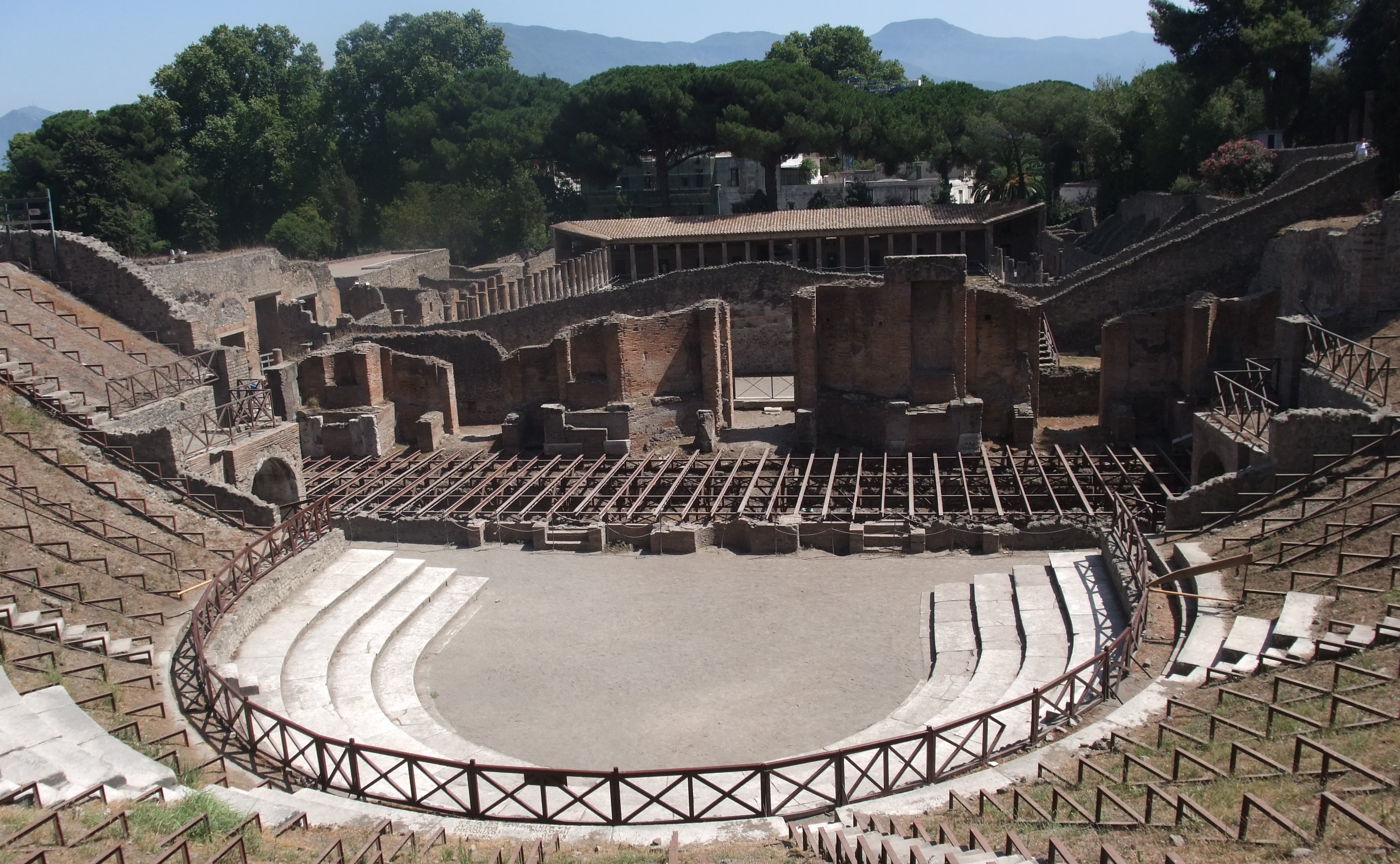
Velké divadloPompejích

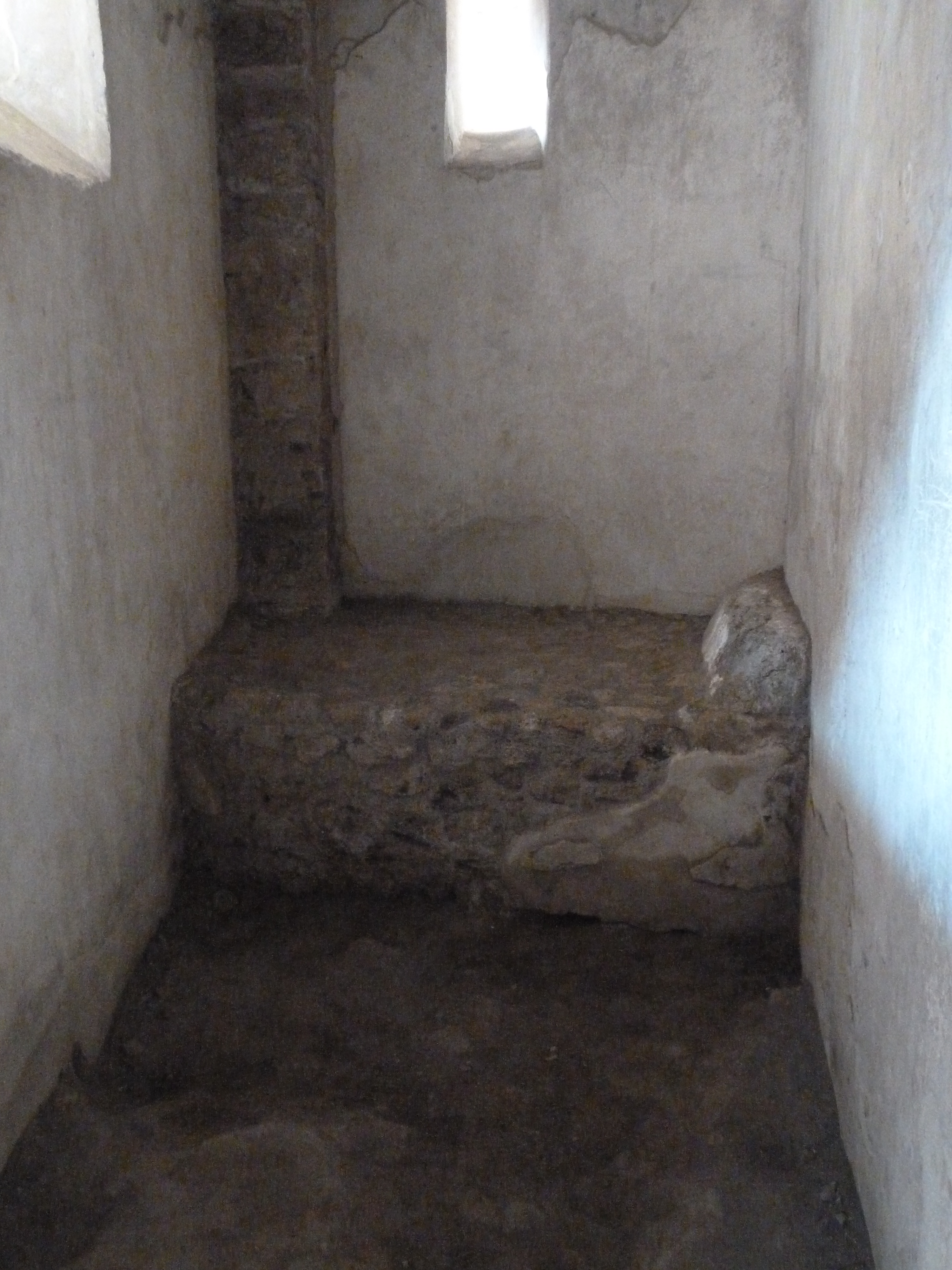
Místnost s lůžkem ve veřejném domě

- Mořská brána – je nejzachovalejší bránou, mnoho dalších bran (Vesuvská brána, Sarnská brána) nebyly po zemětřesení v roce 62 kvůli politickému klimatu římské říše, v níž nebyly pevné hradby nadále potřeba, opraveny.
- Fórum – centrum veřejného života Pompejí, rozkládá se v severo-jižním směru. Na severním konci fóra stojí Jupiterův chrám, vybudovaný za samnitské éry v druhém století př. n. l. a později zemněný na Capitolinum. Po stranách chrámu jsou dva oblouky, věnované pravděpodobně císařské rodině.[19] Na západní straně fóra leží městská pokladnice, sýpky a Apolónův chrám. Na jižní straně fóra stála budova senátu, vedle budova chrámu zasvěceného pravděpodobně Vespasiánovi (zemřel v roce 79, tedy ve stejném roce, kdy došlo k výbuchu Vesuvu).
- Bazilika – leží na jihozápadním okraji fóra. Bazilika byla centrem finančních aktivit. Budova byla postavena koncem 2. století př. n. l. na úctyhodné ploše 55 × 24 metrů. Měla tři vchody, tři lodě, přičemž hlavní loď byla podepřena dochovanými sloupy. Budova byla po zemětřesení v roce 62 opuštěna a do doby zkázy Pompejí nebyla opravena.
- Trojúhelníkové fórum – náměstí kolem kterého jsou seskupeny významné stavby – dvě divadla a tělocvična. Ve středu fóra jsou zbytky dórského chrámu ze 6. století př. n. l., který je důkazem styků Pompejí s řeckými městy v jižní Itálii, především pak v Cumae. Chrám byl zrestaurován ve 4.–3. století př. n. l., později však nebyl využíván a v římské době byl přestavěn na jednoduchou kapli.
- Velké a malé divadlo – obě divadla leží v jižní části města. Ve velkém divadle se dochovala tribuna – sloužila pro významné návštěvy města, velké divadlo bylo schopné pojmout až 5 000 diváků. Vedle ležící malé divadlo sloužilo pro menší představení (recitace, atd.), maximálně bylo schopné pojmout 1 000 diváků. Velké divadlo se dochovalo ve své podobě z Augustovy doby, malé divadlo bylo přestavěno okolo roku 80 př. n. l.
- Amfiteátr pro až dvacet tisíc diváků je nejstarším známýn římským amfiteátrem.[19] Byl vybudován díky štědrosti C. Q. Valga a M. Porcia, vedle něj se nachází velká tělocvična (palestra), sloužící pro trénink gladiátorů.
- Dům Vettiů – patřil rodině bohatého obchodníka a reprezentuje životní styl bohatší vrstvy pompejských občanů z prvního století n. l. U domu je zrekonstruovaná zahrada, proslul nástěnnými malbami a dekoracemi stěn, z nichž některé jsou explicitně erotické (Priapos vážící svůj vlastní falus).
- Faunův dům – pojmenovaný podle sošky Fauna. Reprezentuje architekturu samnitské doby (2. století př. n. l.), svým uspořádáním připomíná řecký styl. V místnostech je mozaiková podlaha, nejslavnější mozaika zobrazuje bitvu Alexandra Velikého s perským králem Dareiem (originál je dnes vystaven v Archeologickém muzeu v Neapoli).
- Veřejný dům – dům, v němž se nachází deset místností, každá s kamenným lůžkem. Na stěnách se dochovaly fresky s erotickou tematikou (originály jsou uloženy v Archeologickém muzeu v Neapoli) – např. Pan a Hermafrodit, Priapos se dvěma penisy, atd.
- Dům Tragického básníka patřil bohatému majiteli obchodu, což dokazují dva obchody ve vestibulu, proslul nicméně především mozaikou psa na podlaze vestibulu a nápisem Cave Canem (pozor pes).
- Dům Venuše s mušlí – u domu se dochovala zahrada, na jejíž jižní zdi je malba Venuše koupající se v moři na mušli.
- Lázně stojí na rohu Via delle Terme a Via del Foro. Vybudovány byly okolo roku 80 př. n. l. v době římské kolonizace města. Dělí se do mužské a ženské části, v každé je převlékárna s výklenky na uložení prádla, studená lázeň a teplý bazén. Dochovalo se též caldarium – místnost, v níž cirkuloval teplý vzduch.
- Předměstské lázně – leží hned u dnešního vstupu do areálu, před starověkými hradbami. Zajímavostí je malovaná výzdoba odkládací haly s řadou milostných scén. V západní apsidě bylo vybudováno velké okno pro výhled na Neapolský záliv.
- Vila mystérií – dům stojící vně městského opevnění Pompeje, severním směrem od hradeb. Vila byla postavena na místě starší stavby v Augustově době, po zemětřesení však byla opravena pouze jako venkovská vila. Na stěnách vily lze nalézt velké malby v egyptském stylu (včetně egyptských symbolů). Malby se vztahují zřejmě k některým z mystérií – starověkým kultovním obřadům, jejich účel však není přesně známý.[19] Hlavními postavami maleb mysteriálních obřadů jsou Dionýsos, Ariadna a Satyrové – zobrazují mystovu cestu skrze bičování, orgiastické tance až k mostu bohů.[19]